# Baoji
Baoji (chinesisch 寶雞市 / 宝鸡市, Pinyin Bǎojī shì) ist eine bezirksfreie Stadt in der nordwestchinesischen Provinz Shaanxi. Sie hat eine Fläche von 18.117 km² und 3.321.853 Einwohner (Stand: Zensus 2020), davon 1.107.702 Einwohner in der Innenstadt (Stand: Zensus 2020). Sie liegt etwa 150 km westlich der Provinzhauptstadt Xi’an am Fluss Wei He, der bei Tongguan in den Huang He mündet. Unmittelbar südlich der Stadt erstreckt sich auf über 400 km Länge das Qin-Ling-Gebirge.
Baoji ist seit langer Zeit ein Verkehrsknotenpunkt und lag an der antiken Seidenstraße von Xi’an nach Parthien. Seit Eröffnung der Bahnlinie nach Chengdu, 1957, ist es Drehscheibe für den Güterumschlag im Nordwesten Chinas. Von wirtschaftlicher Bedeutung sind weiter Eisenbahnwerkstätten, Baumwoll-, Papier- und tabakverarbeitende Industrie.
In Baoji befinden sich mehrere als Denkmäler der Volksrepublik China klassifizierte Kulturstätten. So liegen im Stadtbezirk Jintai die neolithische Fundstätte Beishouling (北首岭遗址, Běishǒulǐng yízhǐ), das Grab von Li Maozhen (李茂贞墓, Lǐ Màozhēn mù) aus der Zeit der Fünf Dynastien und Zehn Reiche, der Ming- und Qingzeitliche Jintai-Tempel (金台观, Jīntái guān), und die Zhou-zeitlichen Ruinen des Dorfes Ru (茹家庄遗址, Rú jiā zhuāng yízhǐ). Im Stadtbezirk Chencang befindet sich die Qiaozhen-Stätte (桥镇遗址, Qiáozhèn yízhǐ) aus dem Neolithikum und der Zeit der Zhou-Dynastie.
Zu den Partnerstädten gehört Elbląg in Polen.

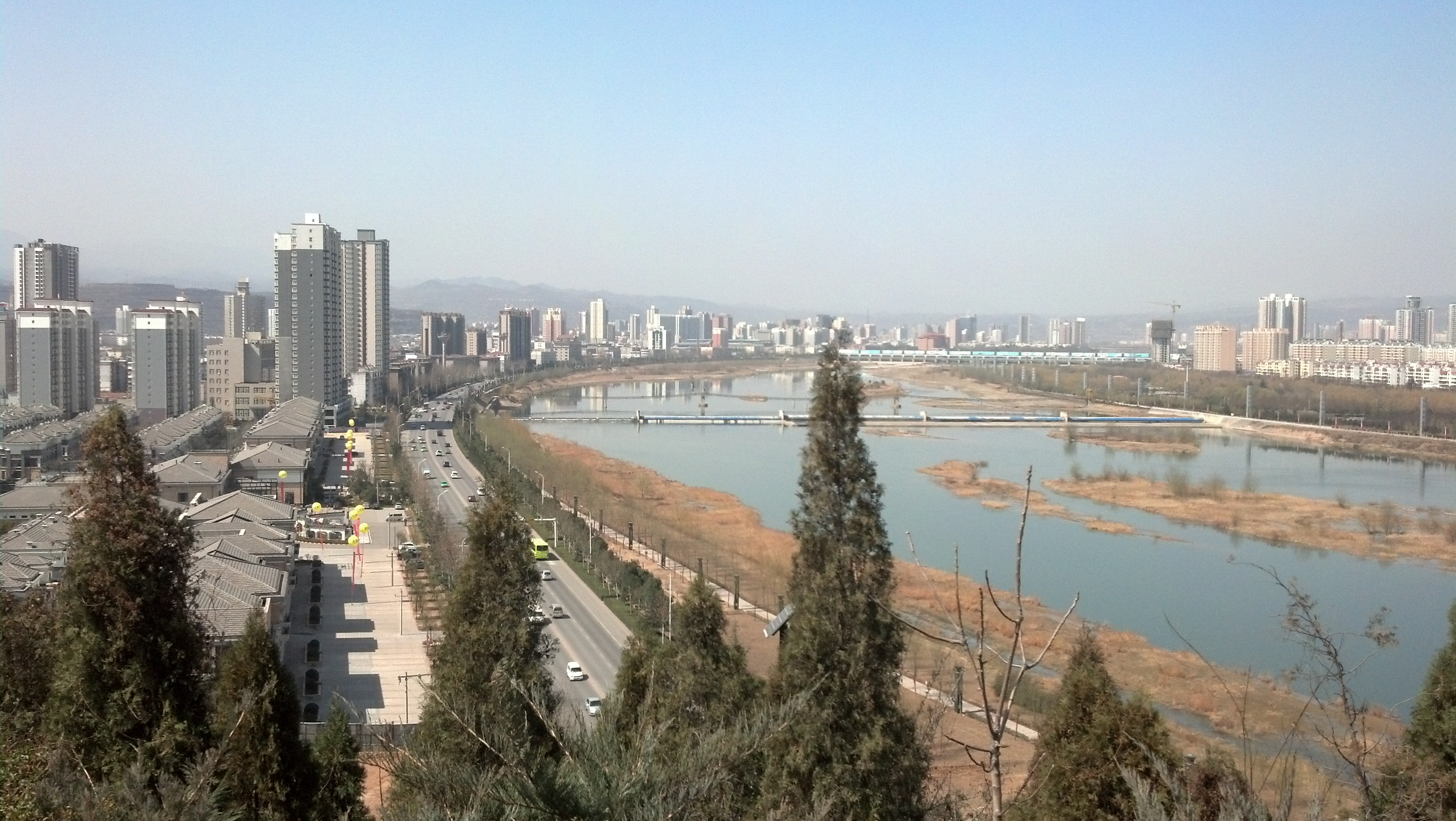
Blick auf Baoji vom Zhonghua Shigu Park

## Administrative Gliederung
Baoji setzt sich aus drei Stadtbezirken und neun Kreisen zusammen (Stand: Zensus 2020):
- Stadtbezirk Jintai (金台區 / 金台区,  Jīntái Qū), 311 km², 460.950 Einwohner, Sitz der Stadtregierung;
- Stadtbezirk Chencang (陳倉區 / 陈仓区,  Chéncāng Qū), 2.469 km², 479.179 Einwohner;
- Stadtbezirk Weibin (渭濱區 / 渭滨区,  Wèibīn Qū), 843 km², 535.833 Einwohner;
- Kreis Feng (鳳縣 / 凤县,  Fèng Xiàn), 3.137 km², 79.165 Einwohner;
- Kreis Fengxiang (鳳翔縣 / 凤翔县,  Fèngxiáng Xiàn), 1.232 km², 386.156 Einwohner;
- Kreis Fufeng (扶風縣 / 扶风县,  Fúfēng Xiàn), 704 km², 313.231 Einwohner;
- Kreis Linyou (麟游縣 / 麟游县,  Línyóu Xiàn), 1.708 km², 73.297 Einwohner;
- Kreis Long (隴縣 / 陇县,  Lǒng Xiàn), 2.278 km², 208.482 Einwohner;
- Kreis Mei (眉縣 / 眉县,  Méi Xiàn), 860 km², 281.211 Einwohner;
- Kreis Qianyang (千陽縣 / 千阳县,  Qiānyáng Xiàn), 997 km², 99.510 Einwohner;
- Kreis Qishan (岐山縣 / 岐山县,  Qíshān Xiàn), 856 km², 365.209 Einwohner;
- Kreis Taibai (太白縣 / 太白县,  Tàibái Xiàn), 2.717 km², 39.630 Einwohner.

## Klima
|                       | Jan  | Feb  | Mär  | Apr  | Mai  | Jun  | Jul   | Aug   | Sep   | Okt  | Nov  | Dez  |   |       |
| Mittl. Tagesmax. (°C) | 5,1  | 7,8  | 12,8 | 20,1 | 25,2 | 29,7 | 30,9  | 29,4  | 23,7  | 18,4 | 12,0 | 6,7  | ⌀ | 18,5  |
| Mittl. Tagesmin. (°C) | −3,5 | −0,9 | 3,5  | 9,3  | 13,9 | 18,2 | 21,1  | 20,2  | 15,3  | 9,6  | 3,1  | −2,2 | ⌀ | 9     |
|                       |      |      |      |      |      |      |       |       |       |      |      |      |   |       |
| Niederschlag (mm)     | 6,4  | 10,6 | 24,6 | 52,4 | 62,8 | 76,2 | 111,1 | 114,6 | 109,6 | 63,7 | 19,6 | 4,7  | Σ | 656,3 |
|                       |      |      |      |      |      |      |       |       |       |      |      |      |   |       |
| Regentage (d)         | 4,1  | 5,4  | 8,0  | 8,7  | 9,9  | 10,8 | 11,4  | 11,0  | 12,6  | 10,3 | 5,4  | 3,4  | Σ | 101   |

| −3,5 |

| −0,9 |

| 3,5 |

| 9,3 |

| 13,9 |

| 18,2 |

| 21,1 |

| 20,2 |

| 15,3 |

| 9,6 |

| 3,1 |

| −2,2 |

| −3,5 |

| −0,9 |

| 3,5 |

| 9,3 |

| 13,9 |

| 18,2 |

| 21,1 |

| 20,2 |

| 15,3 |

| 9,6 |

| 3,1 |

| −2,2 |

## Verkehr
Die Longhai-Bahn und die Schnellfahrstrecke Xuzhou–Lanzhou verbinden Baoji mit Lanzhou und Lianyungang. Die Bahnstrecke Baoji–Chengdu beginnt hier.

## Städtepartnerschaften
Baoji unterhält mit folgenden Städten Partnerschaften:
- Wladimir,  Russland[5]
- Lathen, Deutschland[6]